# シャルル・ナンジェッセ
シャルル・ナンジェッセ（Charles Eugene Jules Marie Nungesser, 1892年3月15日 - 1927年5月8日）は、フランスのエース・パイロット。1927年5月8日、リンドバーグの成功の前にフランソワ・コリとともにパリからニューヨークへの大西洋横断飛行を企てて行方不明になった。

## 生涯
パリ生まれ。若くして航空業界を志すが、10代半ばにして詐欺的行為に手を染めた(航空会社を作ると言って集めた資金をカジノですった)、もしくは詐欺にあって事業資金を失い、行方不明の叔父を探すという名目で南米に逃亡。1914年に兵役のために帰国したところ、第一次世界大戦を迎えた。荒っぽい性格で知られるとともに闘志にあふれた人物であり、再三の墜落事故、被弾撃墜、自動車事故に見舞われたが、両脚を骨折した状態でも戦い続け、髑髏と棺桶を描いた機体で43機の撃墜を記録した。フランス第三位のエースである。
ナンジェッセは大戦後の1927年ピエール・ルヴァソールPL8「白鳥」号でパリのルブルジェ飛行場を飛び立ち、ニューヨークを目指したがノヴァスコシアの手前で行方不明になった。リンドバーグの成功の2週間ほど前のことであった。
なお、ナンジェッセが挑んだ西向きのパリ・ニューヨーク間無着陸飛行は、1930年に同じフランスのデュドネ・コストが達成した。コストはその前に行った世界一周飛行で使用した機体に、ナンジェッセとコリの名前を冠している。